# Live in Honolulu
Live in Honolulu es una álbum en vivo de Janis Joplin con Full Tilt Boogie Band en Honolulu. El concierto fue llevado a cabo en 1970, pocos meses antes de la muerte de Joplin, en lo que se considera el momento cumbre de su carrera. La grabación en total tiene una duración de media hora.

## Lista de canciones
| N.º | Título | Duración |  |

## Intérpretes
- Janis Joplin - Voz
- John Till - Guitarra
- Richard Bell - Piano
- Ken Pearson - Órgano
- Brad Campbell - Bajo
- Clark Pierson - Batería

- Datos: Q13852123